# Ludwing Irazábal
Ludwing Andrés Irazábal Toro (2 gennaio 1973) è un allenatore di pallacanestro ed ex cestista venezuelano con cittadinanza spagnola.

## Carriera
Con il Venezuela ha disputato i Campionati americani del 1997.